# Andrej Lyskawez
Andrej Lyskawez (belarussisch Андрэй Лыскавец, russisch Андрей Лысковец/Andrei Lyskowez; * 7. Oktober 1974 in Minsk) ist ein ehemaliger belarussischer Skispringer.
Lyskawez gab am 17. Januar 1998 in Zakopane sein Debüt im Skisprung-Weltcup. Dabei konnte er von der Großschanze auf den 47. Platz springen. Im zweiten Springen am Folgetag konnte er mit dem 27. Platz erstmals und auch zum einzigen Mal in seiner Karriere Weltcup-Punkte gewinnen. Mit diesen vier Weltcup-Punkten belegte er am Ende der Saison 1997/98 den 88. Platz in der Weltcup-Gesamtwertung. Bei der Skiflug-Weltmeisterschaft 1998 in Oberstdorf flog Lyskawez auf den 38. Platz.
Ab 2001 gehörte Lyskawez fest zum Kader für den Skisprung-Continental-Cup. Am 19. Januar 2002 wurde er noch einmal für ein Weltcup-Springen nominiert und beendete das Springen von der Großschanze in Zakopane auf dem 47. Platz. Bei den Olympischen Winterspielen 2002 in Salt Lake City erreichte er im Springen von der Normalschanze punktgleich mit dem Polen Wojciech Skupień den 42. Platz. Im Springen von der Großschanze konnte er sich als 45. der Qualifikation nicht für den finalen Durchgang qualifizieren.
Lyskawez sprang noch bis 2003 im Continental Cup, bevor er seine aktive Skisprungkarriere beendete.